# Jean-Marie Musy
Jean-Marie Musy (10 de abril de 1876 - 19 de abril de 1952) foi um político da Suíça.

## Carreira
Foi eleito para o Conselho Federal suíço em 11 de Dezembro de 1919 e terminou o mandato a 30 de Abril de 1934. Ele era filiado ao Partido Popular Democrata Cristão da Suíça.
Durante o seu mandato, ocupou o Departamento de Finanças e foi  Presidente da Confederação suíça em 1925 e 1930.
Era filiado ao Partido Popular Democrata Cristão da Suíça.
Musy conhecia Heinrich Himmler. Perto do final da Segunda Guerra Mundial, os alemães estavam recuando e perto da derrota. A pedido de dois judeus ortodoxos suíços, Recha Sternbuch e seu marido Yitzchak Sternbuch, e em coordenação com eles, Musy e seu filho Benoît Musy se envolveram em negociações de alto nível com os nazistas para resgatar um grande número de judeus nos campos de concentração. Musy esteve envolvido na libertação de 1 210 prisioneiros do campo de concentração de Theresienstadt. O grupo foi salvo depois que US$ 1,25 milhão foram colocados em bancos suíços por organizações judaicas que trabalham na Suíça. No entanto, o dinheiro nunca foi pago aos nazistas.
Outro filho, Pierre, recebeu vários títulos de competições equestres e ganhou a medalha de ouro do bobsleigh com quatro homens nos Jogos Olímpicos de Inverno de 1936 em Garmisch-Partenkirchen, Alemanha.